# X-chromosomale Retinoschisis
Die X-chromosomale Retinoschisis ist eine sehr seltene angeborene Erkrankung der Augen mit einer Spaltung der Netzhaut (Retina), einer Retinoschisis.
Es ist nur das männliche Geschlecht betroffen mit Verlust der Sehkraft durch frühzeitig auftretende Makuladegeneration und führt oft schon beim Kind zu starken Sehbehinderungen bis zur Erblindung.
Synonyme sind: Juvenile geschlechtsgebundene Retinoschisis; Retinoschisis, juvenile, X-chromosomale; XLRS
Die Erstbeschreibung stammt aus dem Jahre 1898 durch den österreichischen Augenarzt J. Haas.

## Verbreitung
Die Häufigkeit wird mit zwischen 1 zu 5.000–25.000 angegeben, die Vererbung erfolgt X-chromosomal rezessiv. Häufig betroffen sind junge weitsichtige Männer.

## Ursache
Der Erkrankung liegen Mutationen im RS1-Gen auf dem X-Chromosom Genort p22.13 zugrunde, welches für Retinoschisin, einem in Fotorezeptoren und Bipolaren Zellen der Retina vorkommendes Protein kodiert.

## Klinische Erscheinungen
Klinische Kriterien sind:
- Manifestation in den ersten 10 Lebensjahren
- Sehschwäche, Leseschwäche, selten Nystagmus
- bei schwerer Ausprägung Netzhautablösung
- im weiteren Verlauf kann es zu Glaskörperblutung, Neovaskularisationsglaukom kommen mit eventuellem Sehverlust.
- bei Überträgerinnen ist eine Beeinträchtigung des Sehvermögens selten.
- nahezu immer ist die Fovea centralis betroffen, bei der Hälfte der temporale untere Quadrant
- beidseitige und symmetrische Veränderungen
- langsames Fortschreiten der Erkrankung

## Diagnose
Die Diagnose ergibt sich aus der augenärztlichen Untersuchung ergänzt durch Elektroretinogramm, Optische Kohärenztomografie und ggf. humangenetische Untersuchung.

## Differentialdiagnostik
Abzugrenzen sind:
- Retinitis pigmentosa
- Goldmann-Favre-Syndrom
- Wagner-Syndrom
- angeborene Nachtblindheit (Kongenitale stationäre Nachtblindheit (CSNB), Oguchi-Syndrom)
- andere Formen der Retinoschisis

## Therapie
Die Betroffenen werden regelmäßig augenärztlich kontrolliert, eventuelle Komplikationen operativ behandelt.